# 魏少军
魏少军（1963年—），河北高碑店人，汉族，中华人民共和国政治人物、第十二届全国人民代表大会河北地区代表。
毕业于中国共产党河北省委党校函授学院。2013年，被选为全国人大代表。